# بييترو باولو فيرديس
بييترو باولو فيرديس (Pietro Paolo Virdis) (ساساري، 26 يوليو 1957) لاعب كرة قدم إيطالي سابق.
بدأ فريديس مسيرته الكروية مع نادي نوريسي في دوري الدرجة الرابعة في إيطاليا في موسم 1973/1974 وكان يبلغ من العمر 16 سنه، وانتقل بعدها إلى نادي كالياري، ولعب أول مباراة في الدوري الإيطالي في 6 أكتوبر 1974.
و لعب بعدها لنادي يوفنتوس الإيطالي، وانتقل بعدها إلى نادي أودونيزي، وقد شارك في كأس العالم لكرة القدم 1982 بجوار باولو روسي، وفي عام 1984 انتقل إلى نادي إيه سي ميلان، وفي موسم 1986/1987 أصبح هدافا للدوري الإيطالي برصيد 17 هدف، وأنهي فريديس مسيرته الاحترافية بلعبه لنادي ليتشي منذ عام 1989 إلى عام 1991.

## روابط خارجية
- بييترو باولو فيرديس على موقع الاتحاد الدولي (مؤرشف)  (الإنجليزية)
- بييترو باولو فيرديس على موقع قاعدة بيانات كرة القدم.إي يو (الإنجليزية)
- بييترو باولو فيرديس على موقع عالم كرة القدم.نت (الإنجليزية)
- بييترو باولو فيرديس على موقع كووورة
- بييترو باولو فيرديس على موقع اللجنة الأولمبية الدولية (الإنجليزية)
- بييترو باولو فيرديس على موقع أوليمبيديا (الإنجليزية)